# Rick James
James Ambrose Johnson, Jr. àlies Rick James (Buffalo, Nova York, 1 de febrer de 1948 - Burbank, Califòrnia, 6 d'agost de 2004), va ser un músic de disco, funk i soul estatunidenc.
El seu primer grup va ser The Mynah Birds, al costat de Neil Young i Bruce Palmer. Després de ser arrestat per evadir la conscripció, va viure un temps al Regne Unit, on va liderar el grup Main Line. Al seu retorn, va reiniciar la seva carrera com a cantautor i productor, amb la seva banda de suport The Stone City Band.
El seu primer èxit va ser la cançó de vuit minuts "You and I" del seu primer àlbum Come Get It (1978). La seva cançó més famosa és "Super Freak" (de l'àlbum Street Songs (1981)), que va ser la base per "U can't touch this" de MC Hammer.
Addicte a la cocaïna, des de 1993 fins a 1995 va complir condemna per dos atacs a dones.
James va intentar tornar al món musical amb un nou disc i una gira en 1997, però un atac cardíac lleu durant un concert va posar fi en la pràctica a la seva carrera. El matí del 6 d'agost de 2004, Rick James va ser trobat mort d'una aturada cardiorespiratòria a la seva llar al complex d'apartaments Oakwood en Barham Boulevard, Los Angeles, Califòrnia, pel seu cuidador. Tenia 56 anys.

## Discografia
- Come Get It (1978)
- Bustin' Out of L Seven (1979)
- Fire It Up (1979)
- Garden of Love (1980)
- Street Songs (1981)
- Super Freak (1982)
- Cold Blooded (1983)
- Reflections (1984)
- Glow (1985)
- The Flag (1986)
- Wonderful (1988)
- Bustin' Out: The Very Best of Rick James (1994)
- Urban Rapsody (1997)
- Anthology (2002)
- The Ultimate Collection (2005)
- Deeper Still (2007)